# André Baseggio

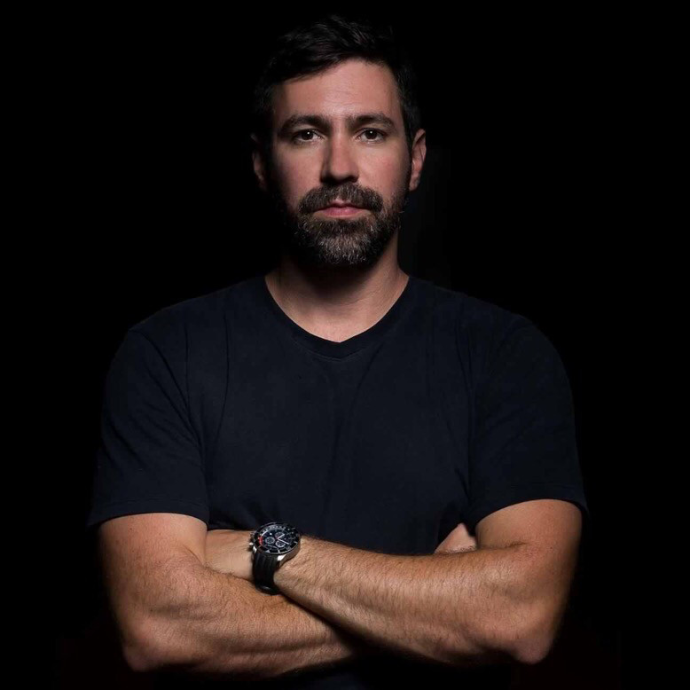
André Baseggio

André Baseggio (Porto Alegre, 14 de dezembro de 1979) é um profissional de comunicação, cineasta e documentarista brasileiro.

## Biografia
André Baseggio nasceu em Porto Alegre no dia 14 de dezembro de 1979. Aos 10 anos de idade se mudou para o Rio de Janeiro.
Em 2002, se formou em jornalismo pela Pontifícia Universidade Católica do Rio de Janeiro (PUC-Rio). Desde então, dedica-se à produção de conteúdo audiovisual e jornalístico.
Especialista em conteúdos de turismo e viagens, já visitou mais de 60 países, produzindo, filmando, editando e dirigindo diversas reportagens, programas e séries de televisão, documentários, anúncios publicitários e vídeos institucionais. Entre suas realizações, destaca-se também a participação na cobertura dos Jogos Paralímpicos em Atenas (2004) e Londres (2012).
Na televisão, é conhecido por produzir e dirigir programas como “Brasil Visto de Cima”  (Modo Viagem, Globoplay, TV Brasil), “Brasil Visto de Cima à Noite”  (Modo Viagem, Globoplay), "Restaurantes Inesquecíveis" (Modo Viagem, Globoplay, Prime Video) e "Mapa do Pop" (TNT), entre outros.

## Trabalhos
| ANO     | SÉRIE                        | FUNÇÕES                                              | EXIBIÇÃO                            |
| ------- | ---------------------------- | ---------------------------------------------------- | ----------------------------------- |
| 2004-06 | Super Surf                   | Editor                                               | SporTV                              |
| 2007-12 | Expresso da Bola             | Editor                                               | SporTV                              |
| 2011-12 | Musas                        | Editor                                               | Canal Brasil                        |
| 2013-15 | Mundo Museu                  | Diretor, cinegrafista e editor                       | Mais Globosat, TV Cultura           |
| 2013-25 | Brasil Visto de Cima         | Diretor, editor                                      | Modo Viagem, Globoplay, TV Brasil   |
| 2014    | Templos da Índia             | Diretor, roteirista, produtor, cinegrafista e editor | Mais Globosat                       |
| 2014-23 | Mapa do Pop                  | Diretor, cinegrafista e editor                       | TNT,Glitz, TruTV                    |
| 2017-18 | Restaurantes Inesquecíveis   | Diretor, cinegrafista e editor                       | Modo Viagem, Globoplay, Prime Video |
| 2024    | Arquitetura Fantástica       | Diretor, cinegrafista                                | Modo Viagem, Globoplay              |
| 2024    | Brasil Visto de Cima à Noite | Diretor, editor                                      | Modo Viagem, Globoplay              |

| ANO  | DOCUMENTÁRIO                             | FUNÇÕES                        | EXIBIÇÃO                                 |
| ---- | ---------------------------------------- | ------------------------------ | ---------------------------------------- |
| 2010 | Ei, You! O Haiti antes do terremoto      | Diretor, cinegrafista e editor | GNT                                      |
| 2015 | Making History                           | Editor                         | Orlando Film Festival, ESPN, Prime Video |
| 2016 | Clodoaldo Silva – O Tubarão das Piscinas | Diretor, cinegrafista          | ESPN Brasil                              |
| 2022 | Território Antártico                     | Produtor                       | Modo Viagem, Globoplay                   |